# Господарський суд міста Києва
Господа́рський суд мі́ста Ки́єва — місцевий спеціалізований господарський суд першої інстанції загальної юрисдикції, розташований в місті Києві, юрисдикція якого поширюється на місто Київ.

## Компетенція
Місцевий господарський суд керуються при здійсненні судочинства Господарським процесуальним кодексом України. Він розглядає господарські справи, тобто ті, що виникають у зв'язку із здійсненням господарської діяльності юридичними особами та фізичними особами-підприємцями. Це, зокрема, справи про стягнення заборгованості за договорами, про чинність договорів, про відшкодування шкоди, про банкрутство, про захист права власності, корпоративні спори та ін.
Господарський суд розглядає справу, як правило, за місцезнаходженням відповідача, тобто якщо офіційна адреса відповідача зареєстрована на території юрисдикції цього суду.

## Розташування
Адреса суду — 01054, м. Київ, вул. Б.Хмельницького, 44В.
Найближчі до суду станції метро — Університет та Золоті Ворота. Суд розташований в п'яти хвилинах руху від бульвара Т. Шевченка та вул. Володимирської.
Суд складається з трьох будівель (у колишній Садибі Шампаньєра), що розташовані поруч одна з одною: корпус «А», корпус «Б», корпус «В».

## Історія
Державний арбітраж Київської області та міста Києва було розмежовано на підставі постанови Ради Міністрів УРСР «Про створення державного арбітражу при виконавчому комітеті Київської міської ради трудящих» від 09.09.1976 р. № 436, внаслідок чого обласний державний арбітраж було розділено окремо на обласний державний арбітраж та державний арбітраж при Київському виконкомі.
- В період з 1976 по 1991 р. діяв Державний арбітраж при виконавчому комітеті Київської міської ради трудящих;
- В період з 1991 по 2001 р. діяв Арбітражний суд міста Києва;
- З 2001 р. (після проведення так званої «Малої судової реформи») діє Господарський суд міста Києва.

Надалі замість Господарського суду міста Києва буде утворено Окружний господарський суд міста Києва.

## Особливості
Законом встановлено деякі особливості діяльності Господарського суду міста Києва, цей суд уповноважений розглядати деякі спори, які мають виключну підсудність та не можуть розглядатися в будь-якому іншому господарському суді України.
Відповідно до ч. 4 ст. 16 Господарського процесуального кодексу України, справи у спорах, у яких відповідачем є вищий чи центральний орган виконавчої влади, Національний банк України, Рахункова палата, Верховна Рада Автономної Республіки Крим або Рада міністрів Автономної Республіки Крим, обласні, Київська та Севастопольська міські ради або обласні, Київська і Севастопольська міські державні адміністрації, а також справи, матеріали яких містять державну таємницю, розглядаються господарським судом міста Києва.
Оскарження рішень Господарського суду міста Києва здійснюється до Північного апеляційного господарського суду як до суду апеляційної інстанції.

## Розслідування
ДБР викрило чинного суддю Господарського суду Анатолія Івченка, який прийняв рішення в інтересах Міноборони Росії. У січні 2025 року правоохоронці повідомили йому про підозру.